# Berliner Fußballmeisterschaft des BBB 1908/09
Die Berliner Fußballmeisterschaft des BBB 1908/09 war die zweite unter dem wiedergegründeten Berliner Ballspiel-Bund ausgetragene Berliner Fußballmeisterschaft. Die diesjährige Meisterschaft wurde in einer Gruppe mit neun Teilnehmern ausgespielt, von denen sich zwei Mannschaften während der Saison zurückzogen. Der BFC Nordstern setzte sich mit drei Punkten Vorsprung vor dem SC Britannia Spandau durch und wurde zum ersten Mal Berliner Fußballmeister des BBB. Der DFB ließ in diesem Jahr nur zwei Mannschaften aus Berlin an der deutschen Fußballmeisterschaft teilnehmen, dies waren die Meister des Märkischen Fußball-Bundes und des Verbandes Berliner Athletik-Vereine. Die Meister des BBBs und des Verbandes Berliner Athletik-Vereine erhielten vom DFB in dieser Spielzeit keine Möglichkeit, an der deutschen Fußballmeisterschaft teilzunehmen.

## Abschlusstabelle
| Pl. | Verein                       | Sp.           | Punkte        |
| --- | ---------------------------- | ------------- | ------------- |
| 1.  | BFC Nordstern                | 14            | 25:30         |
| 2.  | SC Britannia Spandau         | 14            | 22:60         |
| 3.  | 1. FC Borussia Tempelhof (N) | 14            | 22:60         |
| 4.  | CFC Hertha 06                | 14            | 17:11         |
| 5.  | BSC Arminia 1906             | 14            | —             |
| 6.  | Sport Union 1905             | 14            | —             |
| 7.  | Victoria (N)                 | 14            | —             |
| 8.  | FC Hohenzollern Tegel (M)    | zurückgezogen | zurückgezogen |
| 9.  | BFC Concordia Berlin (N)     | zurückgezogen | zurückgezogen |

| (M) | Titelverteidiger |
| (N) | Aufsteiger       |